# Martin (ort i Kroatien)
Martin är en ort i Kroatien.   Den ligger i länet Baranja, i den östra delen av landet, 170 km öster om huvudstaden Zagreb. Martin ligger 133 meter över havet och antalet invånare är 1 144.
Terrängen runt Martin är platt åt nordost, men åt sydväst är den kuperad. Runt Martin är det glesbefolkat, med 17 invånare per kvadratkilometer. Närmaste större samhälle är Našice, 1,7 km öster om Martin. Omgivningarna runt Martin är en mosaik av jordbruksmark och naturlig växtlighet.